# Alphée (Nouveau Testament)
Pour les articles homonymes, voir Alphée.
Alphée (du grec ancien Ἀλφαῖος / Alphaîos) est un personnage du Nouveau Testament.

## Le personnage d'Alphée
Alphée n'apparaît qu'en deux occasions : d'une part en tant que père de Jacques d'Alphée (Ἰάκωβος ὁ τοῦ Ἀλφαίου), et d'autre part dans l'Évangile selon Marc (2:14), où il est le père de Lévi. 

## Le prénom Alphée
Le prénom grec Ἁλφαῖος (Alphaĩos) correspond au prénom araméen Halpai (חלפי) ou au prénom hébreu Halpi (חלפי).
Certains[Qui ?] assurent qu'Alphée est une autre version du nom Clopas[source insuffisante].

## Tradition catholique
Dans la tradition catholique, Jacques d'Alphée est distinct de Jacques de Zébédée mais identifié à Jacques le Mineur (Mc 15:40), tandis que pour la plupart des exégètes protestants, Jacques d'Alphée et Jacques le Mineur sont deux personnages différents. Par coïncidence, la mère de Jacques (fêté comme saint le 3 mai dans l'Église catholique) se prénomme Marie. Cette Marie étant l'épouse d'Alphée, qui est est le frère de Joseph, tous deux sont de la descendance de David.

## Occurrences néotestamentaires
- Matthieu 10,3 : « Philippe, et Barthélemy ; Thomas, et Matthieu, le publicain ; Jacques Alphée, et Thaddée » ;
- Marc 2,14 : « En passant, il vit Lévi Alphée, assis au bureau des péages. Il lui dit : Suis-moi. Lévi se leva, et le suivit »
- Marc 3,18 : « André ; Philippe ; Barthélemy ; Matthieu ; Thomas ; Jacques Alphée ; Thaddée ; Simon le Cananite »
- Luc 6,15 : « Matthieu ; Thomas ; Jacques Alphée ; Simon, appelé le zélote »
- Actes des apôtres 1,13 : « Quand ils furent arrivés, ils montèrent dans la chambre haute où ils se tenaient d'ordinaire ; c'étaient Pierre, Jean, Jacques, André, Philippe, Thomas, Barthélemy, Matthieu, Jacques Alphée, Simon le Zélote, et Jude, fils de Jacques »